# Peter Shin
Peter Shin ist ein US-amerikanischer Regisseur und Produzent, der an mehreren Zeichentrickfilmen und -serien mitwirkte.

## Karriere
Shin gewann einen Annie Award für die Regie bei der Family Guy-Folge Die Passion Griffin (Staffel 4, Episode 1).
Er wurde auch für mehrere Emmy Awards nominiert und gewann 1997 gemeinsam mit Steven Spielberg (Ausführender Produzent), Tom Ruegger (Senior Produzent), Rich Arons (Produzent), John P. McCann (Produzent), Paul Rugg (Produzent), Mitch Schauer (Produzent), Jack Heiter (Regie), Scott Jeralds (Regie), Eric Radomski (Regie), Dan Riba (Regie), Andrea Romano (Synchronregie) und Ronnie del Carmen einen Daytime Emmy für Freakazoid!.

## Filmografie

### Filme
- 2004: Bugs Bunny: Hare and Loathing in Las Vegas
- 2004: Fughorn Leghorn: Cock-a-Doodle-Duel
- Big Bug Man (unveröffentlicht)

### Serien
- Freakazoid!
- Duckman
- Family Guy